# Aves Uruguay
Aves Uruguay est une organisation non gouvernementale de protection des oiseaux et de protection de l'environnement uruguayenne.
Aves Uruguay est la principale association de protection des oiseaux du pays. Elle est créée en 1986 à l'initiative du professeur Raúl Vaz Ferreira (d) (1918-2006) et d'autres ornithologues, sous le nom de Grupo Uruguayo para el Estudio y Conservación de las Aves ou GUPECA. C'est une association multidisciplinaire, qui compte dans ses membres des ornithologues, des biologistes, des ingénieurs, des pédagogues, des communicants, et des individus intéressés par l'ornithologie,.
Elle est partenaire de Birdlife International depuis janvier 2024, ce qui permet un accès gratuit au site web Birds of the World en Uruguay,. Elle participe à la connaissance et à la conservation des zones importantes pour la conservation des oiseaux dans le Cône sud en partenariat avec d'autres associations comme Guyra Paraguay (es) et Aves Argentina (es).
Aves Uruguay cherche à protéger les environnements et les écosystèmes favorables aux oiseaux, y compris des environnements modifiés artificiellement, comme les pâturages et les rizières.
Elle mène différentes actions, dont des observations et comptages, des campagnes de science citoyenne, de la recherche, de l'éducation et des actions militantes,.